# Faraday Future
Faraday Future (FF) est un constructeur d'automobiles électriques américain fondé en 2014, et basé à Gardena en Californie.

## Présentation
L'entreprise se place sur le marché des voitures électriques à la manière de Tesla Motors et Lucid Motors. Bien qu'américaine, l'entreprise est financé par des fonds chinois. Le milliardaire chinois Jia Yueting (en), patron de LeEco, le spécialiste du multimédia et de l'informatique en Chine, compte parmi ses principaux investisseurs au début de la création du constructeur.

### Histoire
Faraday Future a dévoilé le concept-car FFZERO1 au Consumer Electronics Show (CES) de janvier 2016.
En janvier 2017, au Consumer Electronics Show de Las Vegas, Faraday Future présente la FF91. La FF91 est un SUV 100 % électrique luxueux équipé d'une batterie de 130 kWh, provenant du groupe coréen LG Chem.
En juillet 2017, Faraday Future abandonne le projet de construction d'une usine à North Las Vegas, notamment à cause de ses difficultés économiques, ainsi que de celles de son actionnaire chinois, les actifs de Jia Yueting ayant été gelés et saisies par les créanciers de ses sociétés, lui-même refusant alors de retourner en Chine.
Fin 2017, Faraday Future obtient une levée de fonds de deux milliards de dollars auprès de Evergrande Health Industry Group, un promoteur immobilier chinois et filiale de LeEco, qui prend 45% du constructeur californien et lui verse 800 millions de dollars d'avance. Faraday Future peut alors entreprendre début 2018 la construction de son usine à Handford, qui est une ancienne usine de Pirelli, près de Fresno en Californie, qui doit être terminée à la fin de l'année pour produire la version de série de la FF91.
En août 2018, Faraday Future annonce la production du premier modèle de pré-production de la FF91 dans son usine californienne de Hanford.
Fin 2018, Nick Sampson, l’un des trois cofondateurs de Faraday Future, quitte l'entreprise qui est en quasi-faillite, suivi de nombreux cadres dirigeants, et les salaires sont baissés de 20 % dans l'entreprise.
Le 31 décembre 2018, Faraday Future et Evergrande établissent un règlement à l’amiable pour mettre fin à leur conflit juridique, Evergrande n'ayant pas versé toutes les sommes prévues à la levée de fonds de décembre 2017, mettant le constructeur automobile aux bords de la faillite,.
En 2019, Faraday Future reçoit un investissement de 600 millions de dollars de The9 Limited, une entreprise chinoise de jeu vidéo en ligne.

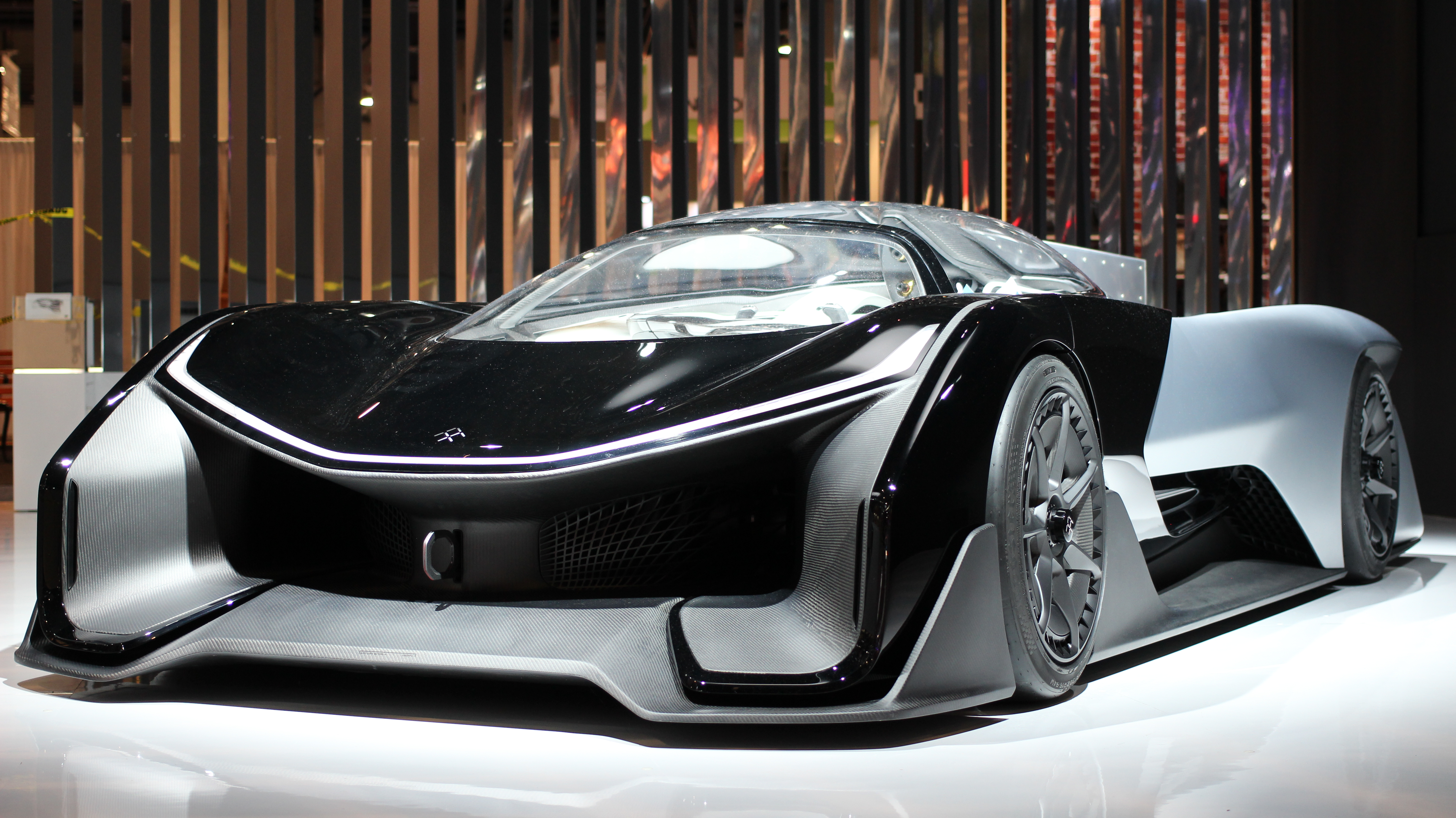
Concept FFZERO1